# Karl Gehrmann
Karl Gehrmann, född 21 november 1885, död 1 augusti 1925, var en tysk botaniker, lichenolog och mykolog. 
Auktorsnamnet Gehrm. kan användas för Karl Gehrmann i samband med ett vetenskapligt namn inom botaniken; se Wikipediaartiklar som länkar till auktorsnamnet.